# Emergency-Ward 10
Emergency-Ward 10 é uma série de televisão, foi exibida no Reino Unido entre 1957 e 1967 pela ITV. Ao lado de de The Grove Family, uma série exibida pela BBC entre 1954 e 1957, é considerada como uma das primeiras telenovelas de destaque da Inglaterra. É também considerada a primeira série médica da história da televisão.
A série foi produzida pela ATV e se passava num hospital fictício chamadao Oxbridge General. A série, originalmente, estava planejada para ser apenas uma minissérie de seis semanas, intitulada Calling Nurse Roberts, mas logo se tornou um telenovela noturna de sucesso, chegando a ter dois episódios exibidos por semana. Ainda que possa ser considerada "leve" para os padrões atuais, é inegável sua importância não só para a TV britânica, mas para as séries de televisão em geral. Foi a primeira a combinar, de forma bem-sucedida, histórias envolvendo a vida pessoal dos médicos e enfermeiras com os assuntos envolvendo a medicina. Além disso, foi a primeira telenovela britânica a se passar num local de trabalho.
Em 1967, a série foi finalmente cancelada, quando a audiência começou a cair após o show já estar no ar por dez anos. Lew Grade, um executivo da ATV, mais tarde admitiria que cancelar o programa foi um dos maiores erros que ele cometeu em todo a sua carreira. 
A série podia estar cancelada, mas a "fórmula" não. Posteriormente, uma série vespertina surgiria, mantendo o gênero vivo: General Hospital (nenhuma conexão com a telenovela norte-americana de mesmo nome), que seria exibida de 1972 a 1979.